# Мальтійська бджола
Мальтійська бджола (лат. Apis mellifera ruttneri) —   підвид західної медоносної бджоли. Походить з Мальти.

## Поширення

Мапа поширення виду

Ареал комахи включає Приморський край Росію, Японію , Корею, Центральний, Південний і Південно-східний Китай і північний В'єтнам на захід до Пакистану, Індії та Афганістану та на південь до Нової Гвінеї та Соломонових островів.

## Характер і поведінка
Бджола має відносно чорний колір. Вона добре пристосована до високих температур, сухого літа і прохолодної зими. Колонії мають виводок протягом всього року і позитивно реагують на зміну пір року. Вони добре доглядають за вуликом, вчасно очищають від бруду. Зазвичай рояться чи витісняють матку, коли мають достатньо запасів. Рої, як правило, з'являються навесні. Вони активно обороняються від ос, мишей і жуків; можуть бути дуже агресивні до бджолярів та інших людей.
Колонії мають деяку стійкість до кліща.

## Історія підвидів
Цей підвид вважається формованим після того, як кліщ  «Varroa destructor»  був завезений на Мальту в 1992 році. У той час колонії бджіл з-за кордону були завезені, щоб компенсувати втрату місцевих колоній. У 1997 році він був ідентифікований як підвид. Добре розмножується з італійським підвидом, утворюючи штам, який успішно захищається, має хороший вихід меду і менш агресивний. Хоча це дещо загрожує Мальтійський підвиду як генетично унікальному, через кілька поколінь він повертається до свого природного агресивного стану.